# Tour internazionali di rugby a 15
I Tour delle nazionali di rugby a 15 sono eventi codificati ed organizzati secondo le regole dell'International Rugby Board in particolare secondo la “Regulation 9” che disciplina la disponibilità dei giocatori per le nazionali e l'obbligo di rilascio da parte dei club.

## Regolamentazione
Essi possono essere previsti in qualunque periodo dell'anno, ma sono soggetti a regolamentazioni sull'obbligo di disponibilità dei giocatori che ne rendono possibile lo svolgimento ormai quasi solo in due periodi, la “June Window” e la “November Window” come definite al punto al punto 9.7 commi a e b per la quale il diritto di rilascio dei giocatori per i match si applica a ciascuna nazionale maggiore, la seconda rappresentativa nazionale e la nazionale Under-20 per qualunque match internazionale, tour internazionale e torneo che si disputa in un periodo di tre settimane in giugno escluso l'anno della Coppa del Mondo. Salvo diversa delibera del Consiglio dell'IRB, i tre weekend sono il secondo, il terzo e il quarto dei mesi di giugno e novembre.
Questa regolamentazione ne ha sostituite altre. Integra in essa i rapporti tra club, giocatori e nazionali, che l'introduzione del professionismo e il maggior interscambio di giocatori tra nazioni diverse, aveva reso difficili.
Nel caso di Tour di selezioni che coinvolgono più nazioni, come i British and Irish Lions al punto 9.6 sono equiparati agli eventi come la Coppa del Mondo di rugby, le Olimpiadi.
Stabilisce anche al punto 9.11 il numero di test match annuali massimi per le nazionali, oltre i quali i club non sono obbligati a rilasciare i giocatori, salvo accordi spesso monetari con le federazioni.
Al punto 9.14 viene stabilito anche il numero massimo di giocatori che ogni squadra può portare in tour (30).
La regolamentazione n.15 infine stabilisce sia per i tour che in generale per test, la modalità di organizzazione e convocazione.
Di fatto dunque sono veri e propri eventi regolamentati alla stregua di un torneo.

## Storia
Nel XIX secolo, la tradizione dei Tour sportivi nacque in sport come il Cricket e si estese presto al rugby.
Prima ancora della nascita delle rappresentative ufficiali, si svolsero tour di selezioni spontanee o organizzate da manager sportivi o università. Sono passati alla storia tour come quello dei New Zealand Natives del 1888-89, dei NZ Maori nel 1926, che fecero conoscere il valore dei rugbisti Neozelandesi in tutto il mondo.
La Nazionale Italia, dopo un breve tour in Madagascar nel 1970, disputò il suo vero primo tour nel 1973 in Sudafrica.
Nel tempo i lunghi tour che duravano mesi se non anni, sono stati sostituiti da avvenimenti di minore durata, soprattutto dopo l'introduzione del professionismo nel 1995. Fanno eccezione i lunghi tour dei British and Irish Lions che durano tutt'oggi più di 40 giorni con almeno una decina di partite, tra ufficiali e non.
Anche i match infrasettimanali, di solito tra le seconde linee delle squadra in viaggio e rappresentative minori o club sono andate sparendo, rimanendo solo per i tour dei British Lions. Nell'autunno del 2008 e 2009, si è assistito ad una riproposizione di questi match.
Vi sono stati addirittura dei Tour come quelli da e per il Sudafrica segregazionista che hanno avuto pesanti ripercussioni politiche. Tra questi il tour in Sudafrica della Nuova Zelanda nel 1976, che determinò il boicottaggio dei paesi africani alle Olimpiadi di Montreal del 1976 o il Tour in terra neozelandese del 1981, che provocò scontri di piazza e forti tensioni politiche in Nuova Zelanda e nel mondo.